# Andouque
 Andouque là một xã trong tỉnh Tarn thuộc vùng Occitanie ở miền nam nước Pháp. Xã này nằm ở khu vực có độ cao trung bình 267 mét trên mực nước biển.
Sông Cérou chảy qua thị trấn.